# Apró légivadász
Az apró légivadász (Ischnura pumilio) a légivadászok családjába tartozó, Eurázsiában elterjedt, új élőhelyeket gyorsan benépesítő szitakötőfaj. Magyarországon nem védett.

## Megjelenése

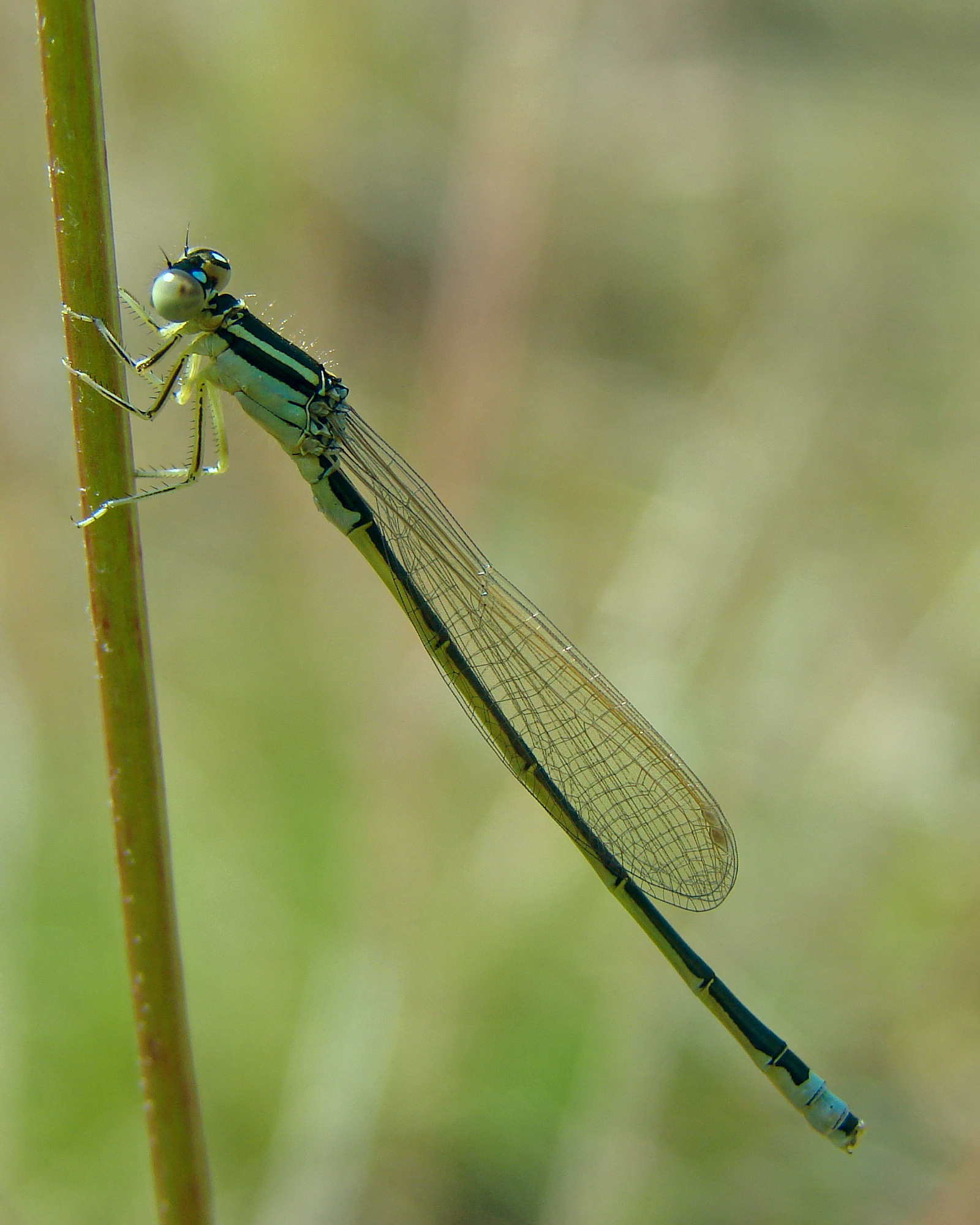
Fiatal hím

Az apró légivadász testhossza 26–32 mm, átlagos szárnyfesztávolsága 33 mm; hátsó szárnyának hossza 14–18 mm. A nőstények kissé nagyobbak. A fiatal hímek zöldek, de ahogyan ivaréretté válnak, kikékülnek. Szemük fiatalon zöldes, később kék; felül nagy kerek, sötét folt látható rajtuk. Toruk felső része fekete, rajta keskeny zöld (kék) hosszanti csíkok figyelhetők meg. Potrohuk felső része fekete, alul zöld (kék). A potroh utolsó előtti (9.) szelvénye teljesen kék, míg az előtte lévő (8.) félig az. Lábai a tornak megfelelő színűek, rajtuk fekete hosszanti csíkokkal. Szárnyjegye az elülső szárnyakon kétszínű és jelentősen nagyobb a hátsó szárnyakénál.
A nőstények kb. tíznapos korukig élénk narancssárgák, azután toruk oldala és potrohuk alsó része zöldre vált. A tor és potroh felülről, a hímhez hasonlóan fekete. Szemük zöld. A lárva 15–18 mm hosszú.
Nagyon hasonlít hozzá a kék légivadász (Ischnura elegans), csak közelről lehet elkülöníteni őket egymástól a hímek szárnyjegye (ami a kék légivadász esetében azonos méretű az első és hátsó szárnyakon) valamint a potroh mintázatának részletei alapján. A narancssárga fiatal nőstényeket nem lehet más fajjal összetéveszteni.

## Elterjedése
Szinte egész Eurázsiában megtalálható Dél-Európától (beleértve az Azori-szigeteket és Madeirát) és Észak-Afrikától kezdve egészen Mongóliáig és Észak-Kínáig. Észak-Skandináviából hiányzik, Norvégiában az utóbbi években jelent meg. Jó vándorlóképességű, új területeket könnyen kolonizáló faj. Magyarországon az egész országban - de főleg a síkvidékeken - megtalálható. 

## Életmódja
Kóborló opportunista jellegű faj, az imágó nagy távolságokat tesz meg és kihasználja az újonnan létrejövő élőhelyeket. Populációi sokszor rövid életűek, ahogyan a betelepülő új versenytársak kiszorítják őket. Lárvája kisebb tavakban, lápokban, szikes vagy sós vizekben él, sokszor pionír körülmények között (bányatavakban, újonnan keletkezett nagy tócsákban). Az imágók május közepétől augusztusig (főleg júniusban) repülnek. Párzás után a nőstény egyedül rakja le megtermékenyített petéit a vízből kiálló lágyszárú növények leveleire, szárára, közvetlenül a vízfelszín fölé. A peték átlagosan 17 nap alatt kelnek ki. A lárvák áttelelnek és a következő évben alakulnak át, de meleg éghajlaton (Dél-Európában) évente két nemzedék is kifejlődik.